# Beifuß-Blüteneule
Die Beifuß-Blüteneule (Protoschinia scutosa), auch Steppen-Sonneneule genannt, ist ein Schmetterling (Nachtfalter) aus der Familie der Eulenfalter (Noctuidae).

## Merkmale

### Falter
Die Flügelspannweite der mittelgroßen Falter beträgt etwa 32 bis 36 Millimeter. Die Färbung der Vorderflügel variiert von braungrau bis schwarzgrau. Das Mittelfeld hebt sich markant weißlich ab. Auch die Wellenlinie ist weißlich gefärbt. Ring-, Nieren- sowie Zapfenmakel sind auffällig groß und schwärzlich gefüllt. Auf den weißlichen Hinterflügeln sind ein großer, schwarzer Mittelfleck sowie ein breites, dunkles, scharf begrenztes Saumband mit einem länglichen, hellen Fleck erkennbar.

### Raupe, Puppe
Erwachsene Raupen sind grün gefärbt, zeigen eine schwärzliche Rückenlinie sowie dunkel eingefasste Seitenstreifen und große, schwarze Flecke. Die Puppe ist schlank, von hellbrauner Farbe und hat vier kräftige Borsten am kurzen Kremaster.

## Verbreitung und Lebensraum
Das Verbreitungsgebiet der Beifuß-Blüteneule erstreckt sich von Nordafrika über Südeuropa, Kleinasien und quer durch Mittelasien bis zur Mongolei sowie weiter bis nach China, Japan und Korea. Außerdem kommt die Art in Nordamerika vor. Sie wandert gelegentlich  über die Alpen, Pyrenäen und Karpaten Richtung Norden und wurde selbst in Großbritannien, Norwegen und Finnland nachgewiesen. Die Art bewohnt hauptsächlich Beifuß-Steppen, grasigen Heiden sowie warme Hänge.

## Lebensweise
Aus dem Süden zugewanderte Falter pflanzen sich nördlich der Alpen nicht fort, da die nachfolgenden Stände die kalten Winter in Mitteleuropa nicht überstehen. Der Einflug ist jahrweise sehr unterschiedlich. Im 20. Jahrhundert gab es in den Jahren 1942 und 1953 jeweils Masseneinwanderungen. Seitdem sind die Einwanderungsraten schwankend, meist gering. In Südeuropa bilden sich im Sommer zwei Generationen aus. Die Raupen ernähren sich überwiegend von den Blüten und Samen verschiedener Pflanzen, bevorzugt von Artemisiaarten (Artemisia), wie Beifuß (Artemisia vulgaris), Feld-Beifuß (Artemisia campestris), Besen-Beifuß (Artemisia scoparia), Eberraute (Artemisia abrotanum) und Deutschem Estragon (Artemisia dracunculus). Die Art überwintert als Puppe.

## Gefährdung
Die Beifuß-Blüteneule fliegt in von Jahr zu Jahr in veränderlicher Anzahl als Wanderfalter auch nach Deutschland ein und wird auf der Roten Liste gefährdeter Arten in Kategorie M (Irrgast) geführt.